# 이태훈 (축구인)
이태훈 (1971년 6월 7일 ~ )은 대한민국의 축구 지도자로 현재 캄보디아 프리미어 리그의 내셔널 디펜스 미니스트리의 총감독직을 맡고 있다.

## 지도자 경력

### 캄보디아 A대표팀
2010년부터 2013년까지 3년간 캄보디아 A대표팀 감독으로 활동하며 2014년 FIFA 월드컵 아시아 지역 1차 예선에서 같은 동남아시아팀인 라오스에 1·2차전 합계 6-8로 패하며 탈락했고 이후 2013년 다시 부임해 2017년까지 활동했으며 특히 2018년 FIFA 월드컵 아시아 지역 1차 예선에서 마카오를 1·2차전 합계 4-1로 꺾고 캄보디아의 사상 첫 월드컵 아시아 2차 예선 진출을 지휘했다.

### 호앙아인 잘라이
2018년 V리그 1 명문 구단인 호앙아인 잘라이의 기술위원장으로 부임한 이후 팀의 기술위원장 및 기술 컨설턴트로 재직하며 캄보디아 국가대표팀에서 쌓아온 노하우를 호앙아인 잘라이의 축구 발전과 선수 관리 및 육성에 많은 기여를 해왔다.
그리고 2019년 4월 21일 둥 민 닌 감독이 성적 부진으로 인해 전격 경질된 이후 호앙아인 잘라이의 후임 사령탑으로 정식 선임되어 2020년까지 팀을 지휘했으나 호앙아인의 구단주에 의해 기술 고문으로 좌천되면서 결국 감독직을 내려놓았고 이후 팀이 6연패를 당하면서 구단주가 감독으로의 재계약을 제안했으나 구단주의 이러한 제안도 거부한 채 캄보디아로 돌아갔다.

### 내셔널 디펜스 미니스트리
호앙아인 잘라이의 감독직에서 물러난 후 이듬해인 2021년 캄보디아 프리미어 리그의 내셔널 디펜스 미니스트리의 총감독으로 부임했다.